# Phyllonorycter cerasinella
Phyllonorycter cerasinella là một loài bướm đêm thuộc họ Gracillariidae. Nó được tìm thấy ở khắp Đức to bán đảo Iberia, Anpơ và Albania và from Pháp to Ukraina và Bulgaria.
Ấu trùng ăn Chamaespartium sagittale. Chúng ăn lá nơi chúng làm tổ. They create a very long, strongly folded và inflated, tentiform mine in the broad wings along the stem.